# Ōda (Shimane)
Ōda (大田市 Ōda-shi?) es una ciudad localizada en la prefectura de Shimane, Japón. En junio de 2019 tenía una población estimada de 33.017 habitantes y una densidad de población de 75,8 personas por km². Su área total es de 435,71 km².

## Geografía

### Localidades circundantes
- Prefectura de Shimane
  - Izumo
  - Gōtsu
  - Kawamoto
  - Misato
  - Iinan

## Demografía
Según los datos del censo japonés, esta es la población de Ōda en los últimos años.
| Año del censo | Población |
| ------------- | --------- |
| 1995          | 44.953    |
| 2000          | 42.573    |
| 2005          | 40.703    |
| 2010          | 37.996    |
| 2015          | 35.166    |